# 오바노쓰보네
오바노쓰보네(일본어: 大姥局, 1525년(다이에이 5년) ~ 1613년(게이초 18년))는 에도 막부의 제2대 쇼군 도쿠가와 히데타다(徳川秀忠)의 유모이다.
이마가와 씨(今川氏)의 가신이자 센고쿠 시대의 무장인 오카베 사다쓰나(岡部貞綱)의 딸이며 남편은 아나야마 노부타다(穴山信君)의 가신인 가와무라 젠에몬 시게타다(川村善右衛門重忠)이다.
조카로는 도쿠가와씨(徳川氏)의 가신인 오카베 에이쓰나(岡部永綱)가 있다. 오바노쓰보네(大母局), 오카베노쓰보네(岡部局)라고도 불리었다. 아들인 오카베 소하치(岡部荘八)는 혼다 마사시게(本多政重)가 언쟁 중에 살해하였다.

## 생애
남편인 가와무라젠에몬시게타다은 처음에는 이마가와 씨를 섬겼으며, 이마가와 가문에 인질이었던 도쿠가와 이에야스(徳川家康)를 돌보는 사람이었다. 이마가와 씨가 쇠퇴하자 남편과 같이 호조 씨를 섬겼다. 남편이 죽자 스루가(駿河)에서 살다가 생모를 일찍 잃은 이에야스의 아들인 도쿠가와 히데타다의 유모가 되어 하마마쓰성(浜松城)에 소환되었고 후에 에도 성(江戸城)으로 옮기어 초창기 오오쿠(大奥)의 권세를 휘둘렀다.
공처가였던 도쿠가와 히데타다는 오다 노부나가의 조카딸인 고우(江, 후에 스겐인(崇源院))를 정실(正室)로 삼아 혼인한 이후에 측실을 단 한명도 두지 않았지만 오바노 쓰보네의 시녀였던 시즈(静, 후에 죠코인(浄光院))를 임신시켰다. 이를 알게 된 오바노 쓰보네는 시즈를 비호하여 무사히 출산할 수 있게 도왔다. 이때 태어난 시즈의 아들은 호시나 마사미쓰의 양자가 되었다가 훗날에 아이즈 마쓰다이라 씨(会津松平家)를 창시한 호시나 마사유키(保科正之)이다.
법화종(法華宗)의 신도로서 이케가미혼몬지(池上本門寺)의 유명한 오층탑(일본 중요문화재)을 1608년(게이초 13년)에 발원하여 건립하였다. 법명은 쇼신인니지코니(正心院日幸尼)이다.

## 같이 보기
- 가스가노쓰보네